# Abbaye de Romsey
L'abbaye de Romsey située dans la ville de Romsey dans le comté du Hampshire en Angleterre est une ancienne abbaye de femmes de l'ordre de Saint-Benoît dont l'abbatiale devenue aujourd'hui église paroissiale a été construite par les Normands au XIIe siècle. Elle est au 4/5 romane et n'a subi depuis le début du XIIIe siècle aucune modification importante. Elle est classée de Grade I au patrimoine anglais comme bâtiment exceptionnel.

## La période saxonne

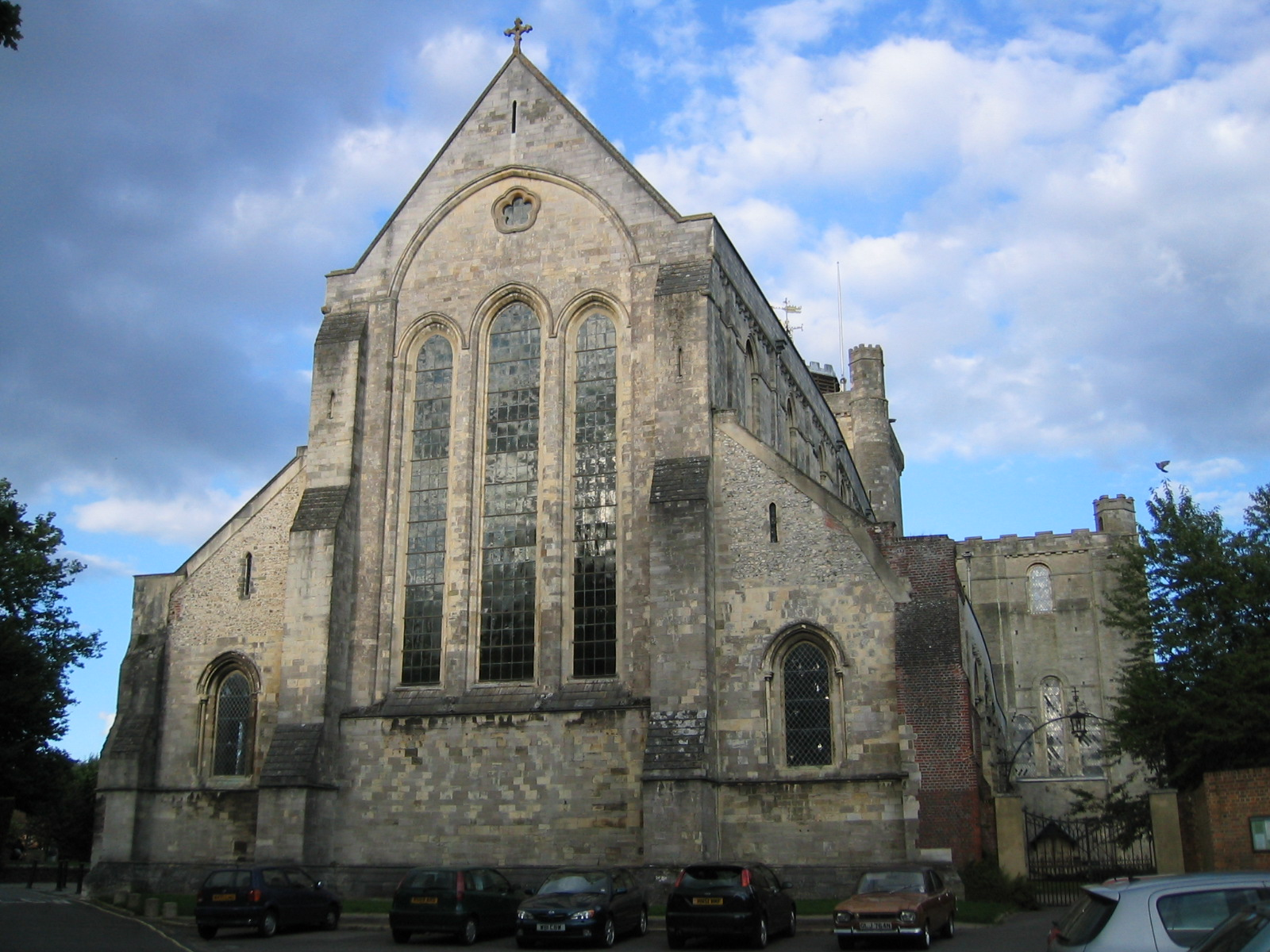
La façade ouest.

La fondation d'une abbaye de femme à Romsey remonte à 907 et est l'œuvre du roi Édouard l'Ancien, fils d'Alfred le Grand. Sans doute éprouvée par les ravages des Vikings, elle est rétablie en 967 par le roi Edgar et l'évêque de Winchester Æthelwold. C'est seulement de cette seconde fondation sous la Règle de Saint Benoît que date son importance .
Des fouilles dans les années 1900 et celles de 1973-1991 révèlent sur le site et les abords immédiats de l'église actuelle la présence de sépultures du début du IXe siècle. Au début du Xe siècle, le premier bâtiment est remplacé par une église en forme de croix à branches égales de 28 m. de longueur et de largeur avec une grande abside à l'Est. Cette église est au centre de l'église actuelle avec des bâtiments résidentiels au Sud.
La sculpture

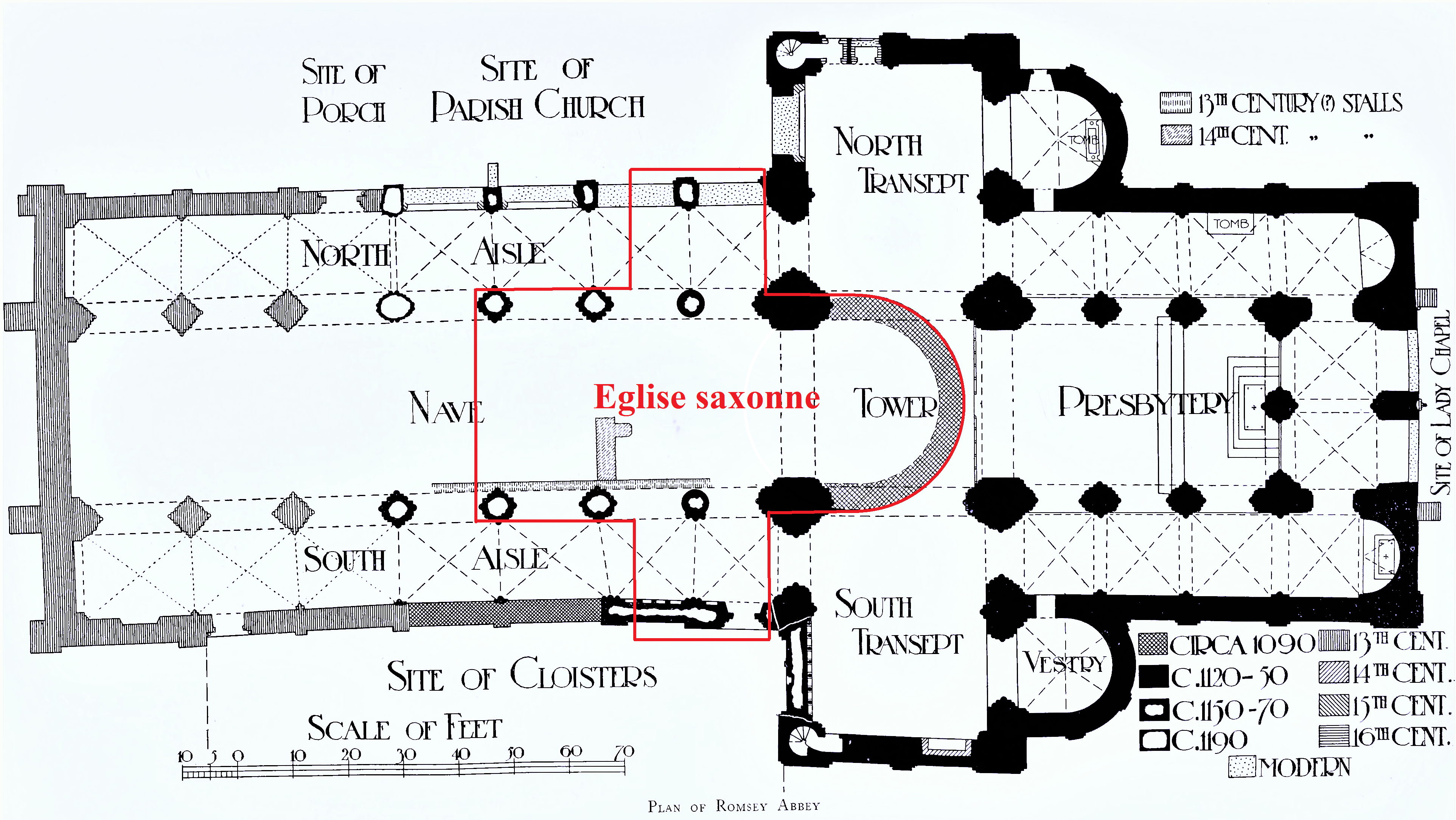
L'église saxonne sous l'église actuelle.

Sur le mur Ouest du croisillon Sud du transept, une grande sculpture en haut-relief représente un Christ debout, tête haute surmontée de la main de Dieu. L'aspect monumental caractérise ce beau crucifiement. Les formes sont stables, solides et indiquent une relation étroite avec le continent, soit avec les régions carolingienne et ottonienne, soit avec Byzance et la Méditerranée. L'iconographie de cette œuvre fait penser à un modèle continental mais le style est anglais. De plus il y a un élément typiquement anglo-saxon que l'on ne voit généralement ni dans les œuvres du continent, ni dans celles de l'Angleterre après la conquête de 1066; il s'agit de la main de Dieu au dessus de la tête du Christ. Aujourd'hui incorporé dans le mur du transept de l'église romane, il faisait sans doute autrefois partie d'un ensemble placé à l'intérieur d'un édifice, devant le chœur, peut-être entre la Vierge et saint Jean. Certains datent cette sculpture de 1000-1025.
Dans la chapelle du collatéral sud du chœur, une crucifixion en bas-relief avec des influences byzantines représente le Christ en croix avec des anges veillant sur lui, accompagné de la Vierge et de saint Jean, menacé par les lances de guerriers romains. Il est vraisemblable qu'il s'agisse du crucifix donnée par le roi Edgar I'Peaceable à l'abbaye vers 960.

## Période normande

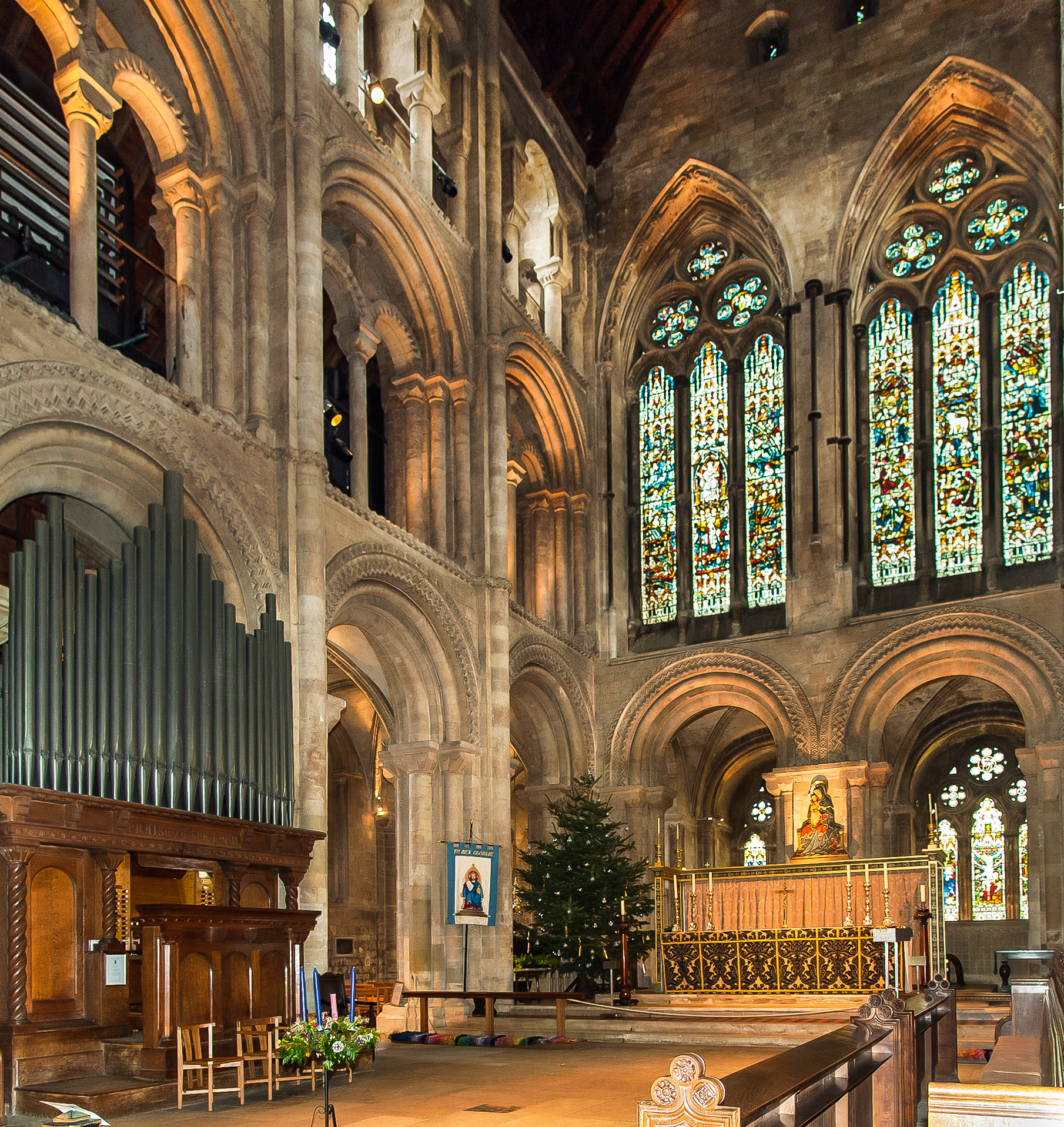
Le chœur roman avec les fenêtres gothiques.

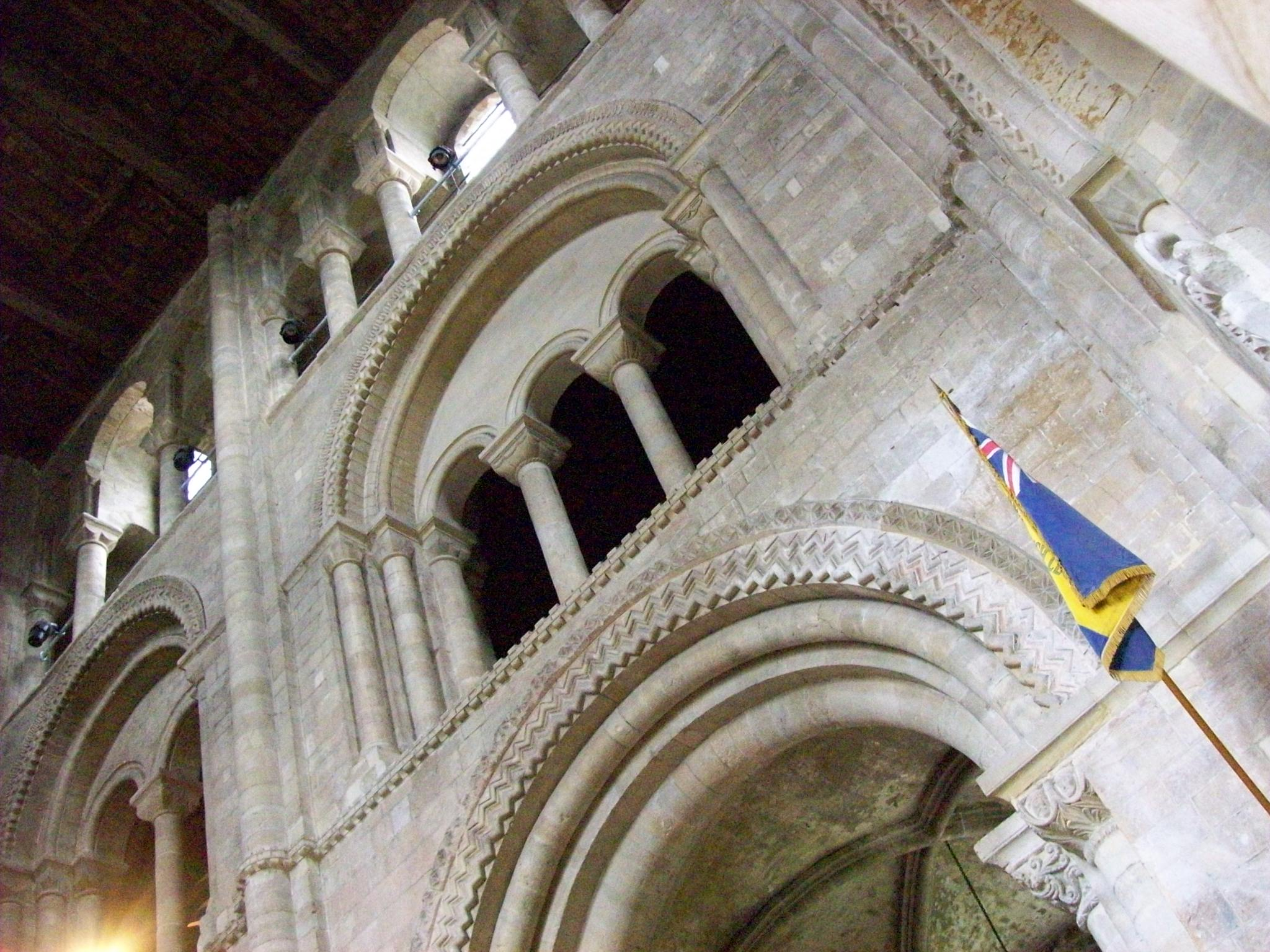
Le transept sud.

Les Normands qui dominent l'Angleterre de la conquête en 1066 jusqu'à l'intégration de la Normandie au royaume de France en 1204 ne gênent pas l'activité de l'abbaye bénédictine qui bénéficie même de sa position près de Southampton et de son port d'embarquement pour la Normandie. Elle accueille ceux qui attendent un vent favorable comme le roi Henri Ier en 1105, ce qui permet aux religieuses d'entretenir des relations avec la dynastie. La fille de ce roi et de sainte Marguerite d'Écosse, Mathilde est accueillie au monastère avant son mariage et son mari enrichit l'abbaye par sept chartes.
L'église est probablement des années 1130-1140, à la fin du règne du roi Henri Ier Beaucler, puis au début de celui d'Étienne de Blois. À cette époque, l'architecture normande intègre progressivement des éléments anglais. 
Placée sous les vocables de la Vierge et de sainte Æthelfield, une ancienne abbesse de Romsey au Xe siècle, cette église construite dans un excellent calcaire de Chilmark dans le Wiltshire est homogène car aux 4/5 de style roman avec un prolongement de la nef dans un gothique primitif respectant l'harmonie d'ensemble. Elle n'a pas subi de modifications importantes depuis le XIIIe siècle si ce n'est la construction d'une chapelle axiale aujourd'hui disparue et offre dans son aspect intérieur une grande simplicité de dessin et une grande pureté des lignes.
Le plan bénédictin de l'église est proche de celui de l'église Saint-Nicolas de Caen fille aînée de l'abbatiale Saint-Étienne de Caen. On y retrouve l'élévation à trois niveaux, la coursive ou mur normand dans les fenêtres hautes, même dans la partie gothique de la nef ce qui est unique en Angleterre. Seul le chevet plat est anglais.
La construction est commencée par l'Est avec un chœur à trois travées entièrement roman sauf au niveau supérieur du chevet puis une nef à sept travées pour une longueur totale de 78 m. Ces dimensions sont proches des habitudes normandes. En élévation, un parti architectural original est employé pour donner une impression de légèreté avec l'utilisation de lignes verticales de l'ordre colossal de la nef où, à chaque travée, des arcades emboîtent les arcades du rez-de-chaussée et les baies du triforium. La première partie de la nef romane est terminée vers 1180-1190 puis les trois travées en gothique primitif avec une élévation à trois niveaux pour respecter l'harmonie de l'ensemble au début du XIIIe siècle. Une des piles proches de la croisée du transept est ronde et monte jusqu'au sommet du triforium. La nef est plafonnée comme la petite tour de la croisée du transept qui ne sert pas pour l'éclairage de l'église. Les bas-côtés de la nef et du chœur sont voûtés sur croisées d'ogives.
Dans la nef, les chapiteaux à godrons sont sculptés, dont certains plus travaillés, avec des entrelacs, des motifs végétaux, des feuilles d'acanthe proches de ceux de la cathédrale de Canterbury. Les chapiteaux du chœur sont plus variés et parfois historiés. Le plus célèbre dans le bas-côté Sud signé ROBERT ME FECIT représente des personnages raides et courts comme suspendus entre ciel et terre. Au centre on trouve un roi avec à gauche un homme assis et un ange, à droite un homme tenant le phylactère et un masque. Ce chapiteau rappelle ceux de l'abbaye de Saint-Georges-de-Boscherville et de l'abbaye de Graville en Normandie. Des rangées de  modillons parfois sculptés courent sous les corniches extérieures.
L'abbatiale de Romsey est une des églises les plus normandes du Sud de l'Angleterre avec des innovations qui seront peu suivies.

## La chapelle Lady
À l'extrémité Est de l'église, des fouilles ont révélé une paire de chapelles construites avec un double dévouement probable à la Sainte Vierge et à sainte Ætelfleda. Le style des fenêtres est datable du milieu du XIIIe siècle à la mi-XIVe siècle et sont en gothique décoré tardif. Les carreaux de sol peuvent être datés de la fin du XIIIe siècle ou du début du XIVe siècle. Dans la chapelle du Nord, une tombe d'homme bien conservée est découverte et dans la chapelle Sud, quatre autres sépultures.

## Dissolution des monastères
En 1539, pendant la dissolution des monastères, le roi Henri VIII d'Angleterre s'empare du contrôle de l'Église catholique d'Angleterre et se déclare à la tête de l'Église d'Angleterre. L'abbaye est dissoute en avril 1539 mais l'église dont une partie de la nef était déjà utilisée par les paroissiens de Romsey est sauvée par le rachat de ses habitants  à la Couronne en 1554 pour 100 £.

Crucifixion saxonne.
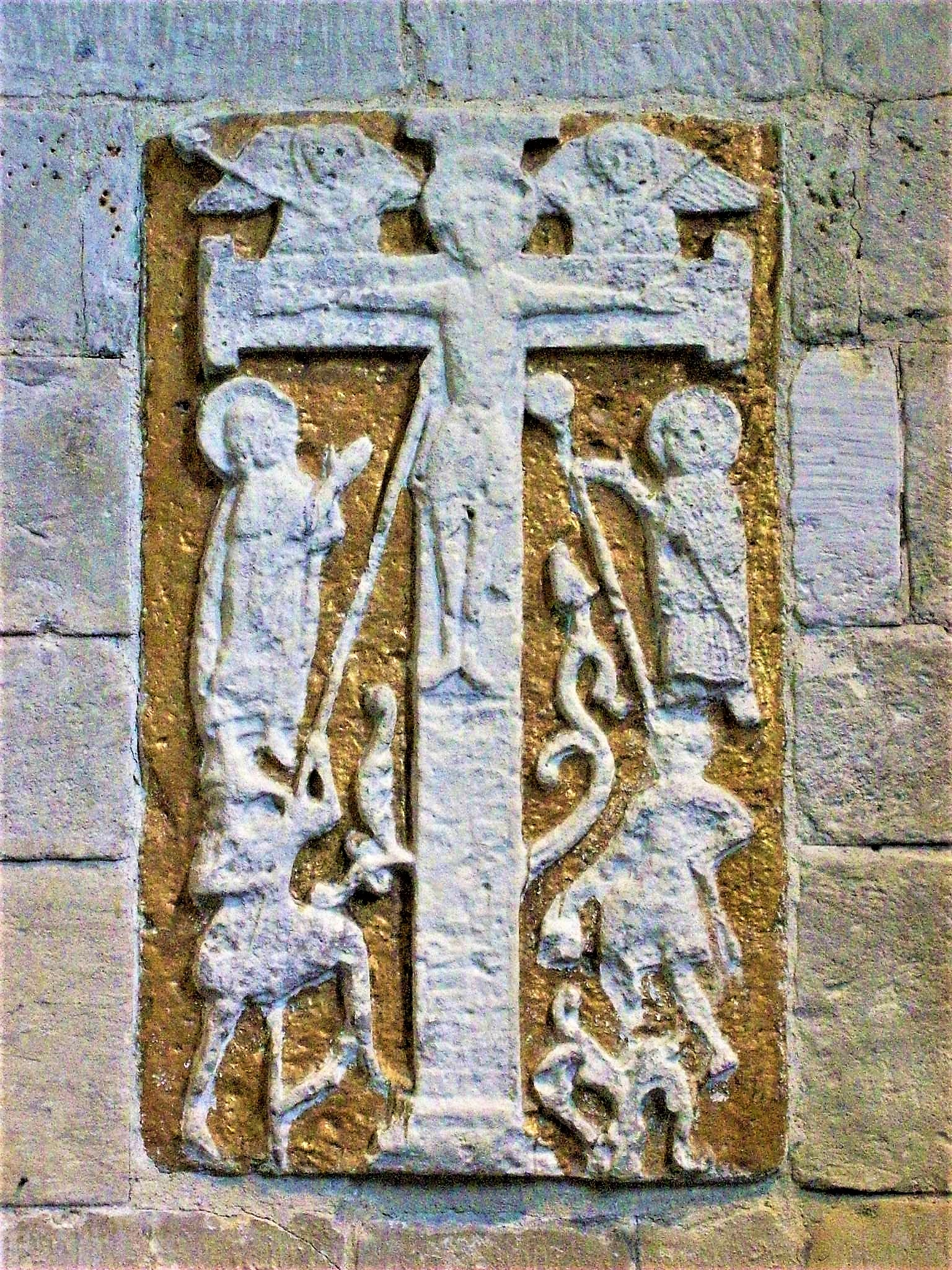
Crucifixion saxonne.
Travées gothiques et romanes.
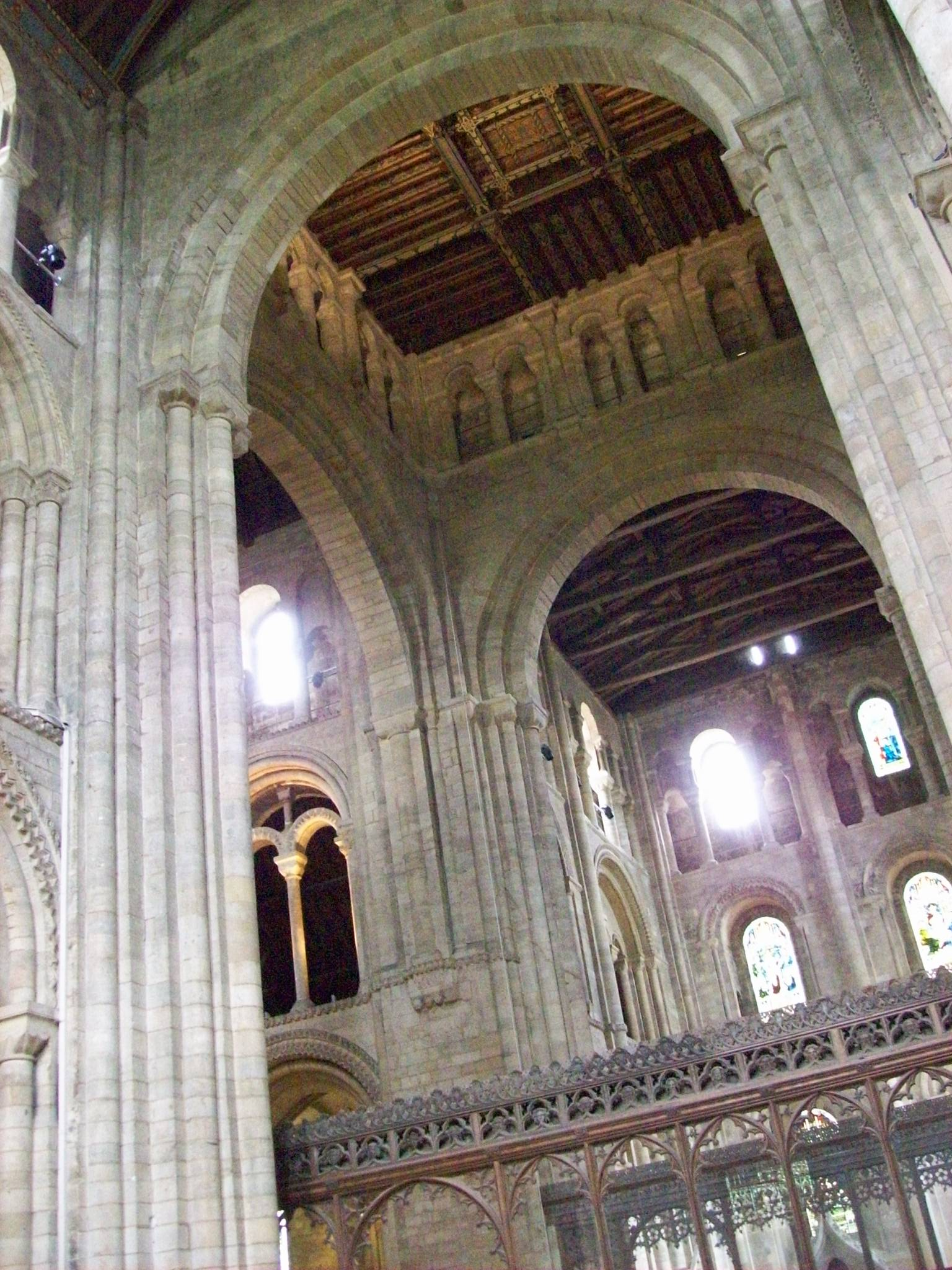
La croisée du transept.
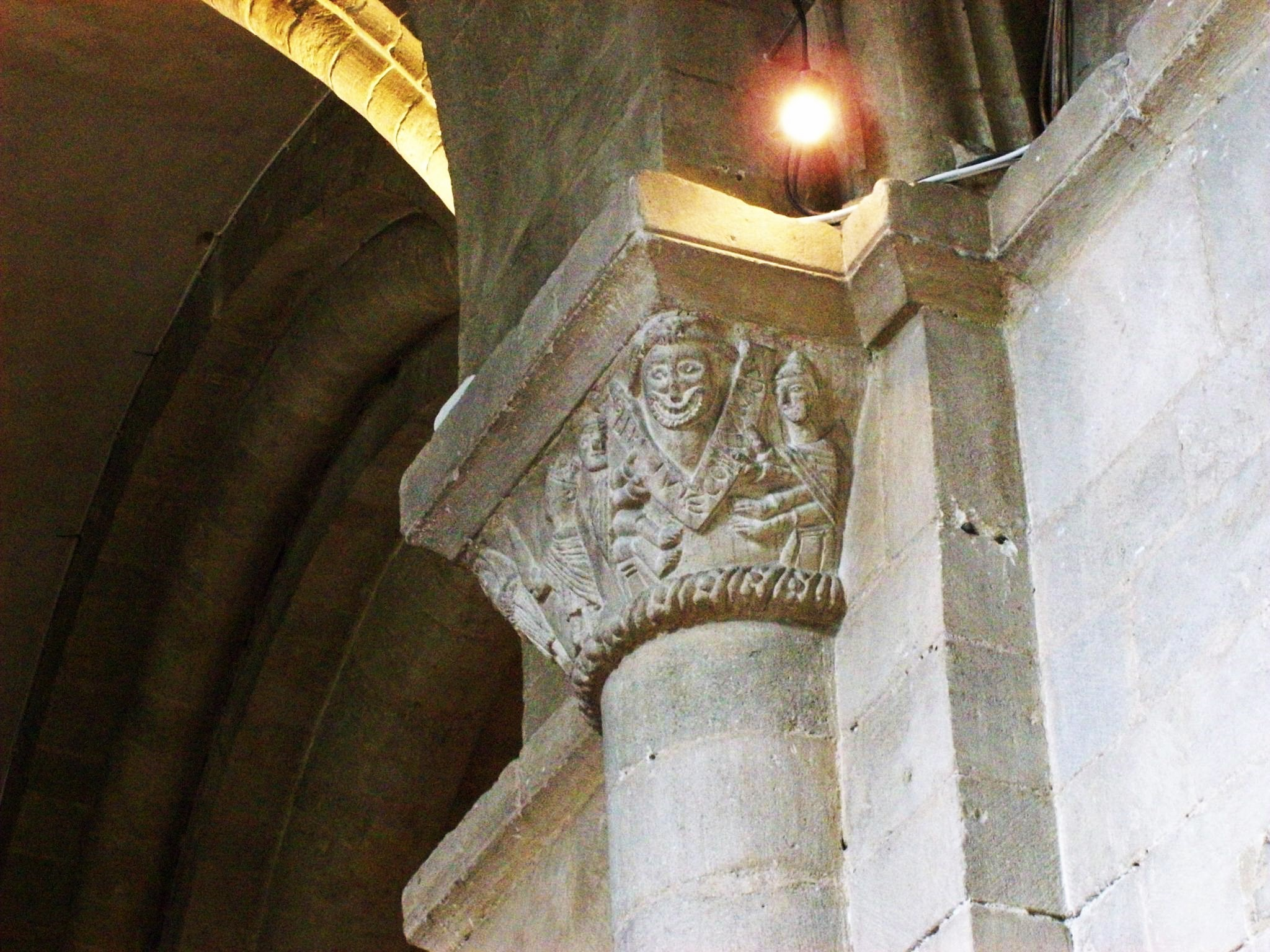
Chapiteau roman.